# Вікіпедія мовою окциденталь
Вікіпедія мовою окциденталь (окциденталь Wikipedia) — розділ Вікіпедії штучною мовою окциденталь. Створена у 2004 році. Вікіпедія мовою окциденталь станом на 26 березня 2025 року містить 13 097 статей, 21 749 зареєстрованих користувачів, 42 активних дописувачів, 1 адміністратора
. Загальна кількість сторінок у Вікіпедії мовою окциденталь — 17 340, редагувань — 163 997, мультимедійні файли відсутні
. Глибина (рівень розвитку мовного розділу) Вікіпедії мовою окциденталь дуже мала і становить лише 1 пункт
. 

## Історія
- Жовтень 2004 — створена 100-та стаття[3].
- Червень 2008 — створена 1 000-на стаття[3].
- Грудень 2012 — створена 2 000-на стаття[4].